# Памятник Чайковскому (Санкт-Петербург)

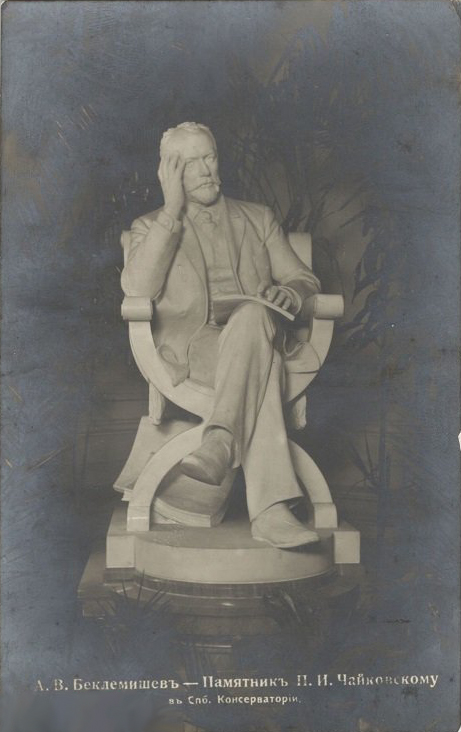
Открытка с памятником в консерватории. Музыкально-историческое общество, 1910-гг.. Исторический квир-музей в изгнании

Памятник Петру Чайковскому в Санкт-Петербурге был задуман ещё в начале XX века, однако в результате революции 1917 года проект так и не был реализован. В преддверии празднования 150-летия со дня рождения (в 1990 году) композитора идея создания памятника была поднята вновь. Власти провели конкурс, но последовавшее падение советского режима вновь сорвало данный проект. В дальнейшем вопрос об установке памятника Чайковскому неоднократно поднимался общественностью города. В конце 2010-х годов в преддверии празднования 180-летия (в 2020 году) со дня рождения композитора была предпринята очередная попытка создать памятник. Проведённый конкурс вызвал споры. В итоге на начало 2025 года проект так и находится в стадии разработки.

## Памятные знаки в Санкт-Петербурге

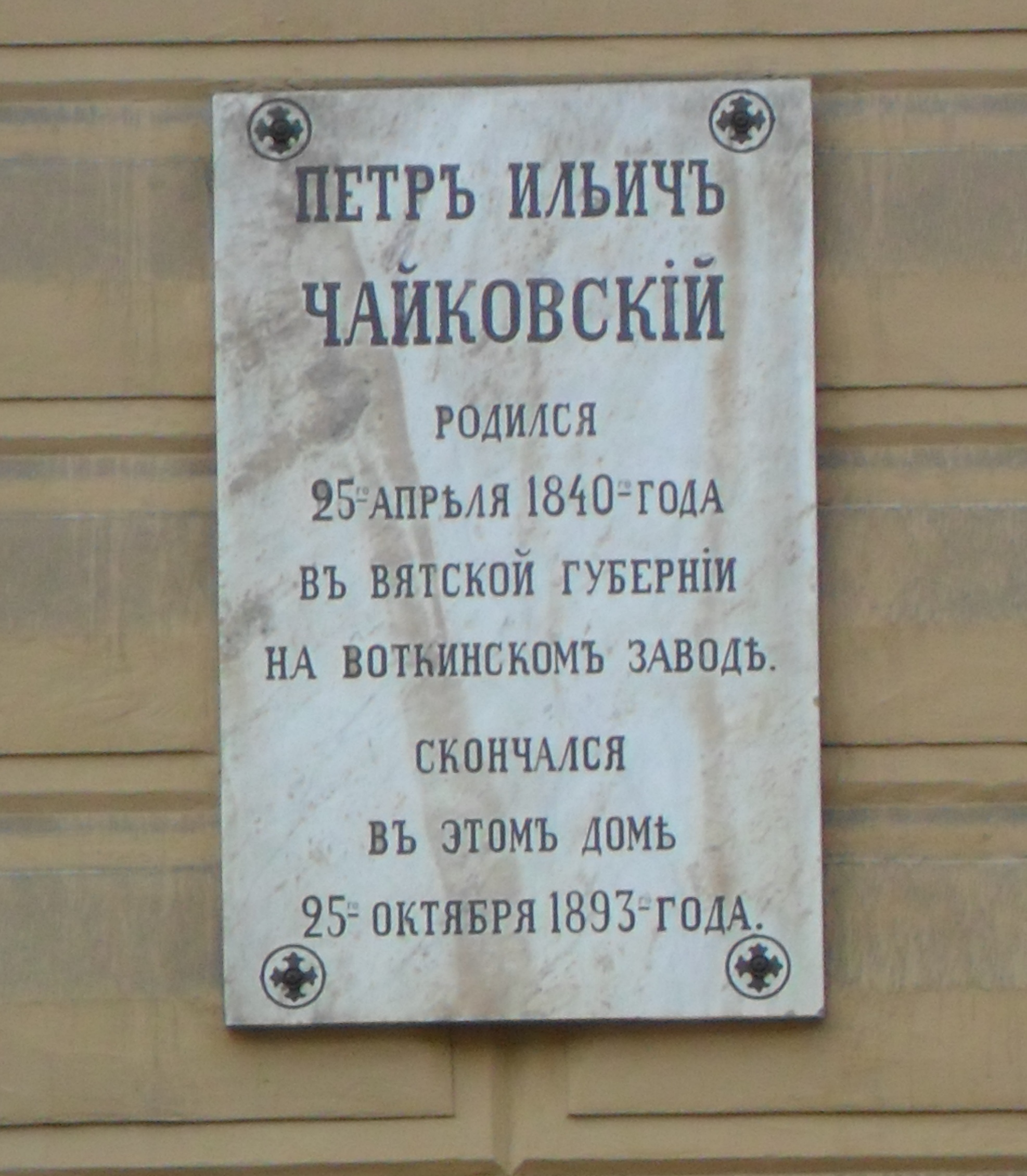
Мемориальная доска на Малой Морской улице

Память о Чайковском в Санкт-Петербурге отражена в ряде мемориальных досок. Первый такой знак является также одной из первых мемориальных досок города. Она была создана в 1894 году по проекту архитектора Николая Бенуа и установлена по адресу Малая Морская улица дом 13/8 — месте, где умер композитор. В конце XIX века в Никольском морском соборе на втором этаже была установлена памятная табличка о пожертвованных серебряных венках, возложенных на похоронах Чайковского. Для здания Санкт-Петербургской консерватории в начале XX века ещё при царской власти была изготовлена мраморная доска с именами почётных членов «Русского музыкального общество». В советский период она была распилена и часть её превращена в мемориальный знак с именами выдающихся выпускников консерватории, первым из которых значился Чайковский. В 2007 году эта доска была заменена на новую. Другой памятный знак был размещён Петром Семёновым-Тян-Шанским на 8-й линии Васильевского острова в доме 39 в квартире 27, в которой Чайковский в молодости жил со своей семьёй. Мемориальная комната композитора сохранялась до капитального ремонта здания в 1964 году. Судьба памятного знака не известна. В 1990 году по проекту архитектора Татьяны Милорадович на доме 11 по улице Пестеля была размещена гранитная мемориальная доска о жизни и работе в нём музыкантов Модеста Мусоргского, Николая Римского-Корсакова и Петра Чайковского.
Единственный прижизненный скульптурный портрет Чайковского был выполнен в своей петербургской мастерской художником Ильёй Гинцбургом в 1893 году. Его гипсовый эскиз изображает композитора стоящим за высоким столиком, на котором небрежно сложены партитуры. Общая высота изваяния составляет 53,8 см. Ныне данный эскиз хранится в музее истории петербургской Консерватории. Там же хранится оригинал созданного в 1893 году бюста работы скульптора Роберта Баха, позднее массово растиражированный заводом Касли.

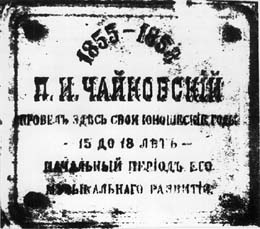
Мемориальная доска на Васильевском острове
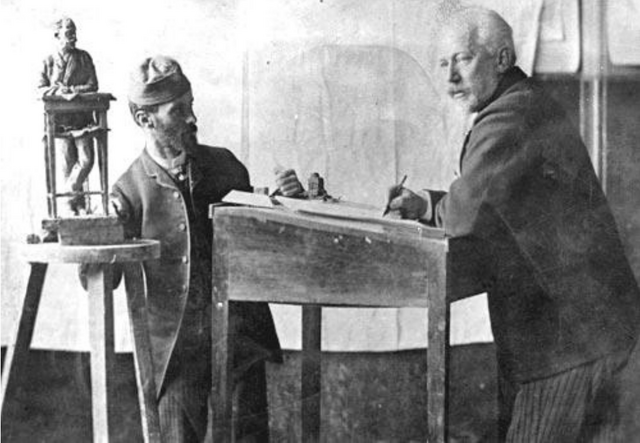
Позирование Гинцбургу. Фото А. А. Насветевича, 1892. Музей истории Петербургской консерватории
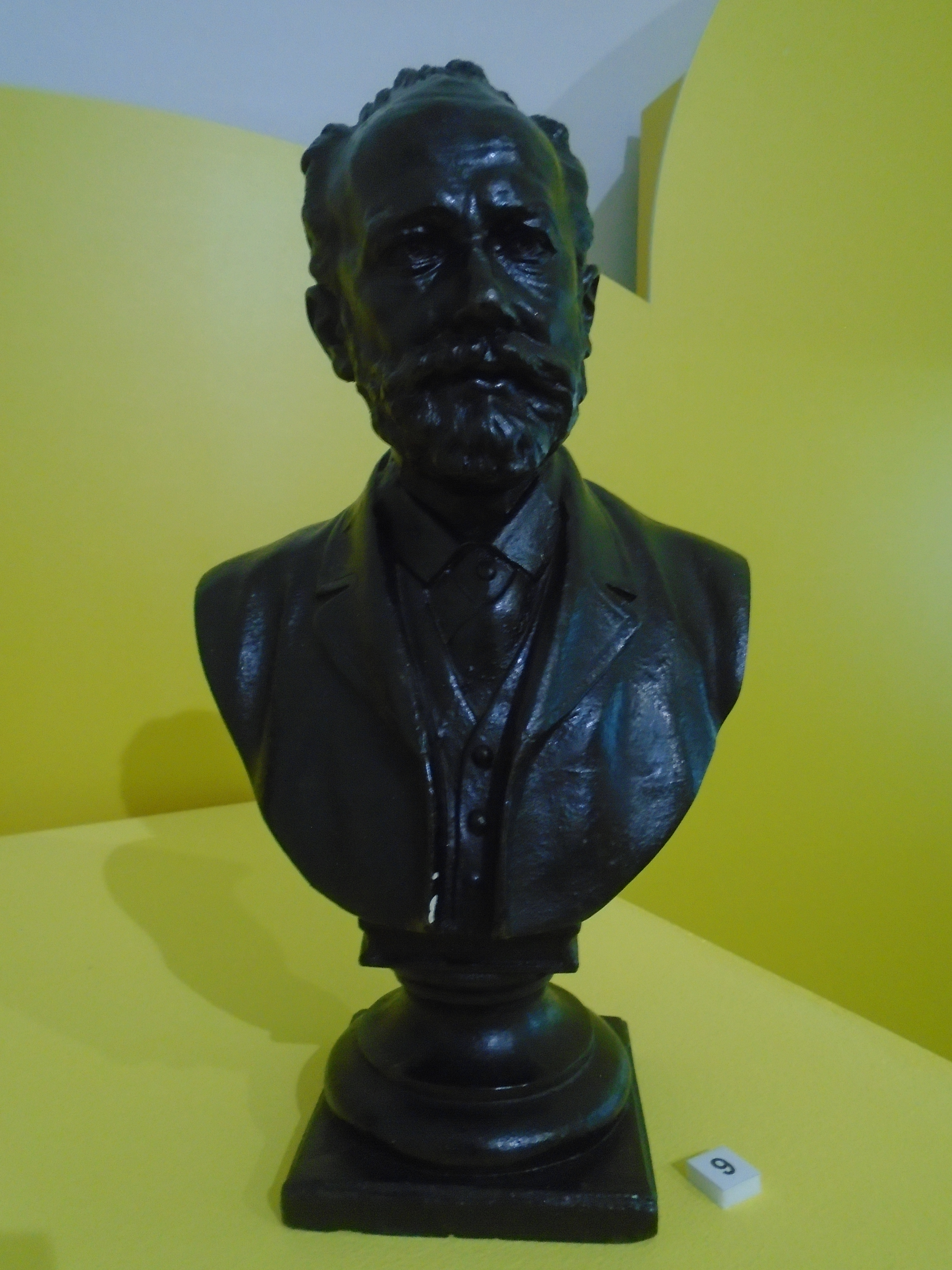
Бюст авторства Р. Р. Баха. Каслинский музей

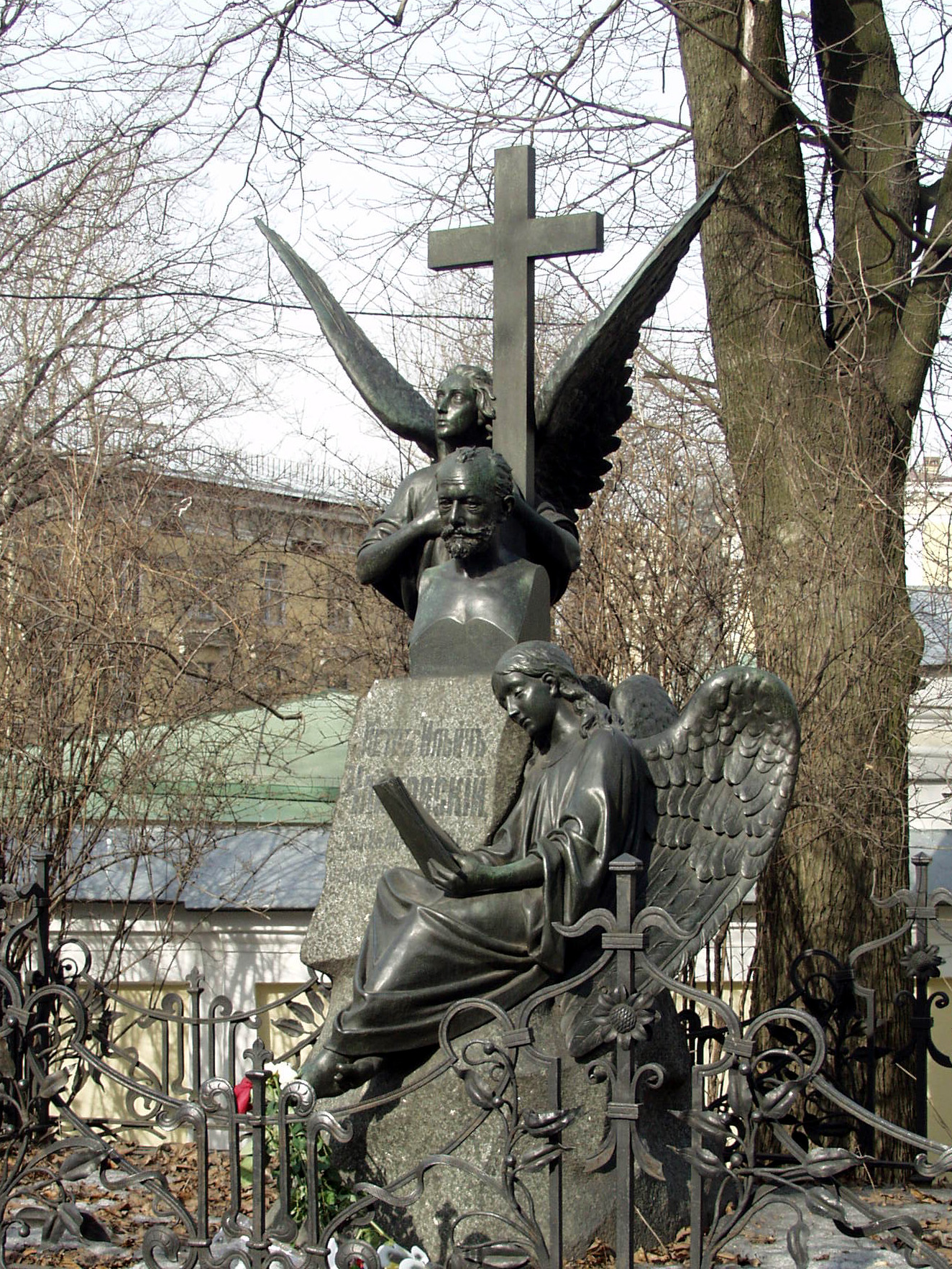
Надгробный памятник

Скульптурный портрет Чайковского стал одной из самых значимых работ художника Владимира Беклемишева. Музыкант Михаил Ипполитов-Иванов считал её лучшим портретом композитора. Чайковский изображён скульптором сидящим в курульном кресле со спинкой, перекинувши правую на левую ногу, на его коленях лежит партитура. Несколько наклонённая вбок голова композитор опирается на пальцы вытянутой правой руки, а опущенной над партитурой левой он как будто в задумчивости перебирает клавиши воображаемого рояля, наигрывая мелодию. Выражение лица Чайковского задумчиво и сосредоточенно. Под его креслом лежат ещё несколько небрежно сложенных 
или упавших партитур. Оконченная в 1897 году, скульптура из белого мрамора была торжественно открыта 24 октября (по старому стилю) 1898 года в фойе здания Санкт-Петербургской консерватории, где находится до сих пор. Погрудный портрет-эскиз композитора хранится в музее Академии художеств. Полноформатный гипсовый набросок хранится в Музее-квартире Архипа Куинджи.
Чайковский был похоронен в Санкт-Петербурге в Некрополе мастеров искусств Александро-Невской лавры. Средства на надгробный памятник собирались всенародно, часть суммы также была внесена дирекцией императорских театров. В качестве скульптора был выбран Павел Каменский, который выполнил мемориал согласно рисунку и указаниям директора императорских театров Ивана Всеволожского. Работа по созданию памятника началась в 1895 году. 25 октября (по старому стилю) 1897 года состоялась его торжественное открытие. Основу памятника составляет подобие античной гермы или гранитной скалы, увенчанной бронзовым бюстом Чайковского, выполненным в предельно натуралистичном виде по фотографиям последних лет жизни композитора. Сзади и слева от бюста расположено бронзовое изваяние ангела, он держит прямо за головой композитора большой крест, а справа от основания стелы как бы отеляется камень, на котором сидит другой ангел, читающий книгу, оперевшись телом и головой на герму. Ограда памятника представляет собой растительный узор, в который вплетены стилизованные лиры. В 2001 году это надгробие было признано объектом культурного наследия России. По наблюдениям хранителей некрополя могила Чайковского является одной из самых посещаемых в нём.
В 1910-х годах меценат граф Александр Шереметев предпринял попытку создать памятник композитору. Основанное им «Музыкально-историческое общество» получило высочайшее императорское разрешение на установку монумента в створе Малой Конюшенной улицы и Невского проспекта (ныне там установлен памятник Николаю Гоголю). Шереметевым был начат сбор средств, в том числе посредством распространения серии памятных открыток. Однако проект так и не дошёл до своего воплощения.
В 1923 году уже новые, советские власти переименовали в честь Чайковского улицу, на которой располагается здание Императорского училища правоведения, бывшего первым местом учёбы композитора.
Последний из памятных знаков Чайковскому был установлен в год 300-летия Петербурга (2003) как часть монумента-обелиска знаменитым петербуржцам, расположенного по адресу Свердловская набережная дом 64.

## Проект к 150-летию со дня рождения

Памятник Чайковскому в Таврическом саду

В конце 1980-х годов в Ленинграде вновь возникла идея создания памятника Чайковскому, который предполагалось открыть в 150-летний юбилей дня рождения композитора в 1990 году. В 1987 году власти объявили конкурс проектов. Местом будущего памятника была объявлена Театральная площадь. Выставка 48 проектов состоялась в 1988 году в Русском музее. Первое место занял проект скульптора Михаила Аникушина и архитектора Сергея Михайлова, второе и третье соответственно — проекты Левона Лазарева и Василия Стамова соответственно. Однако в конечном итоге ни один из них не был признан достойным реализации и конкурс решили объявить повторно, сделав его международным. Также общественность обсуждала и альтернативные места установки, в частности предлагался Никольский сад и площадь Декабристов. Архитектор Александр Бочаров высказывал идею поставить памятник на набережной Фонтанки напротив здания Императорского училища правоведения.
Михаил Аникушин разрабатывал памятник Чайковскому ещё со студенческой поры (тогда для Москвы). Проект 1988 года представлял собой камерную скульптуру. Композитор в ней представлен сидячим на манер «Христа в пустыне» Ивана Крамского, его ноги слегка присогнуты и разведены, руки опущены на них, голова наклонена вниз, взгляд направлен в землю. Фигура печальна, устала, полна предчувствием конца. Левон Лазарев изобразил композитора стоячим, но этот эскиз не сохранился.
Однако политический и экономический кризис конца 1980-х — начала 1990-х сделал идею памятника нереализуемой и неактуальной. Воспользовавшись этими сложностями, участвовавший в конкурсе, но не премированный скульптор Борис Пленкин нашёл спонсора и в юбилей композитора предложил городу в дар бюст своей работы. Изначально автор предлагал поместить памятник в Александровском саду (там где сейчас стоит бюст Александра Горчакова). Однако в итоге бюст был установлен в Таврическом саду в углу, образованном Потёмкинской и Кирочной улицами, недалеко от улицы Чайковского.

## 1990-е — 2000-е года

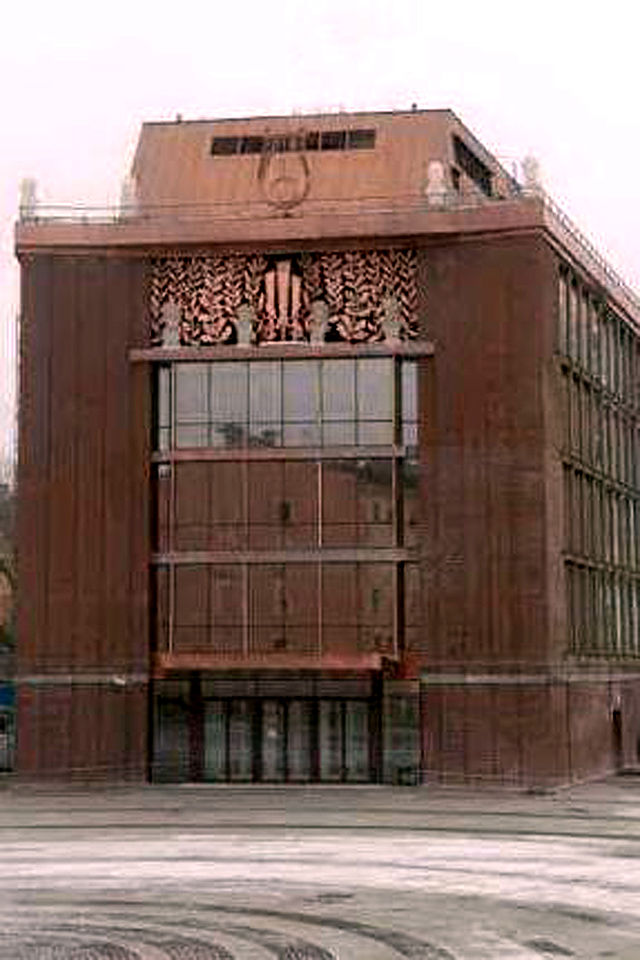
Бюсты на здании концертного зала Мариинского театра

В 1994 году идею создания памятника вновь озвучивал историк Юрий Пирютко, но эта инициатива не получила развития.
В 2006 году на фасаде Концертного зала Мариинского театра по инициативе его генерального директора и художественного руководителя Валерия Гергиев появились пластиковые бюсты композиторов работы скульптора Матвея Макушкина, среди которых был и Чайковский. Однако в результате вала критики по поводу откровенной неудачи такого художественного решения они были вскоре демонтированы.
В 2007 году скульптор Альберт Чаркин предложил установить памятник Чайковскому у северного фасада Аничкова дворца. В этом же году на телеканале НТВ к 20-летию идеи установки памятника вышел репортаж, в котором скульптор Ян Нейман предложил поставить статую своего авторства в Летнем саду, главный хранитель Музея городской скульптуры Вера Рытикова высказалась за реализацию проекта Василия Стамова, а Альберт Чаркин предложил разбить целый парк на месте пустыря непостроенной тогда второй сцене Мариинского театра.
В 2010 году «Филармоническое общество Петербурга» во главе с Борисом Березовским представило проект скульптора Алексея Архипова и архитектора Феликса Романовского, который предполагал размещение скульптуру на Невском проспекте перед портиком Руска. В 2013 году эта инициатива была представлена художественной секции Градсовета (при этом указывалось альтернативное место перед Концертным залом Мариинского театра). В итоге этих обсуждений городские чиновники пообещали объявить конкурс.

## Проект к 180-летию со дня рождения

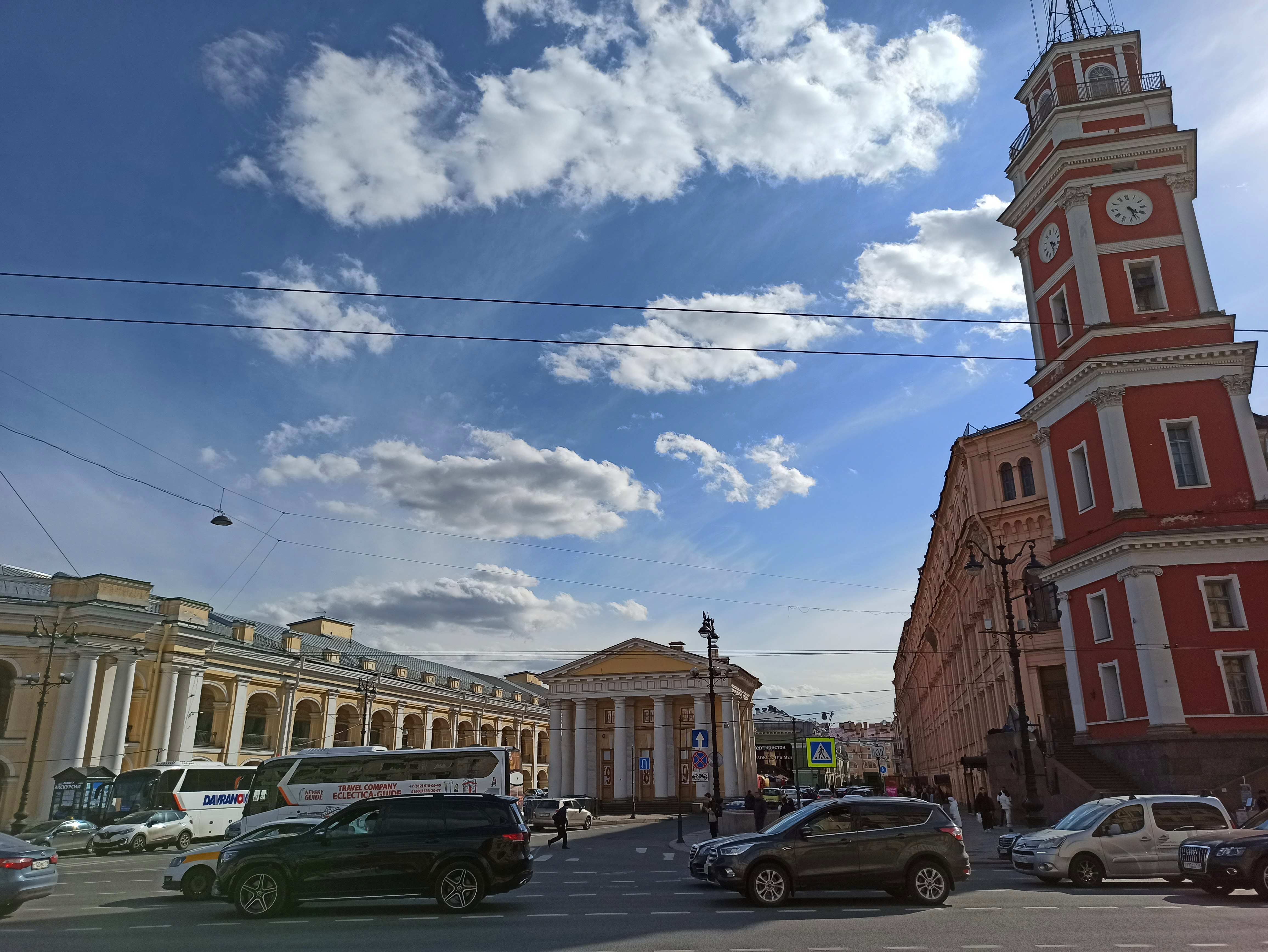
Площадь перед портиком Руска

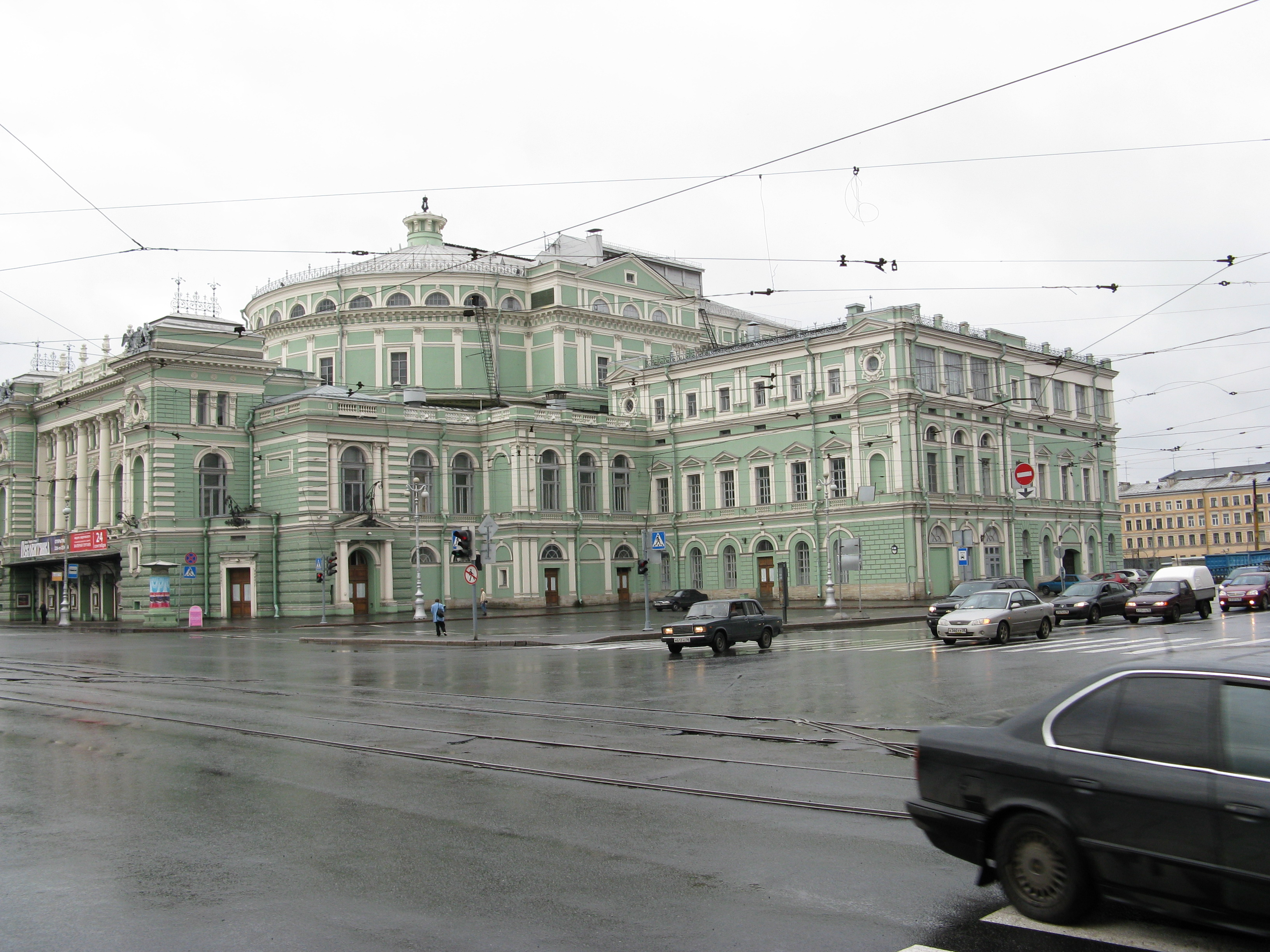
Площадка перед Мариинским театром

В 2016 году власти Санкт-Петербурга с помощью голосования граждан в Интернете составили список выдающихся личностей, которым следует установить памятник в городе. Чайковский занял в нём первое место. При этом исследователи отмечают, что в виду гомофобной политики российских властей данный проект сознательно тормозился некоторыми чиновниками, поскольку композитор был широко известен как гомосексуал.
В 2017 году в городе началось неформальное обсуждение проекта, в частности, среди мест установки вновь были названы Театральная площадь (рядом с Мариинским театром) и пространство на Невском проспекте перед портиком Руска (рядом с Филармонией). За первый вариант выступил гендиректор Мариинского театра Валерий Гергиев, за второй — художественный руководитель филармонии Юрий Темирканов. Эскизы памятника были предложены Алексеем Архиповым и Валентином Свешниковым. Идею поддержал писатель Даниил Гранин.
Летом 2018 года году московский скульптор Илья Дюков с подачи губернатора Георгия Полтавченко предложил проект четырёхметровой скульптуры у портика Руска, который перекликался бы с расположенным напротив памятником Александру Пушкину перед Русским музеем. Это вызвало большой резонанс среди общественности города. За проведения конкурса на создание памятника высказались художественный руководитель Александринского театра Валерий Фокин, директор президентской библиотеки Александр Вершинин, балетмейстер Борис Эйфман и ректор Академии художеств Семён Михайловский. При этом последний предложил в качестве места установки площадь перед Концертным залом Мариинского театра и сквер в начале Среднего проспекта Васильевского острова (между домами 25 и 27 по Кадетской линии). Против проекта Дюкова высказывались гомофобные выпады, а также опасения угрозы конструкциям метрополитена и искажения сложившегося исторического облика Невского проспекта. В ходе общественной дискуссии музыковед Леонид Гаккель озвучил идею установки памятника около училища правоведения. Некоторыми критиками высказывалось мнение о принципиальной неуместности памятника как формы в современном мире.
Осенью 2018 года городские власти и Валерий Гергиев объявили об официальном конкурсе на памятник Чайковскому. При этом местом установки была обозначена площадь перед Концертным залом Мариинского дворца. С другой стороны в поддержку проекта Юрия Темирканова выступили актёры Михаил Боярский и Олег Басилашвили, певец Александр Розенбаум, актриса Алиса Фрейндлих. Это группа настаивала на реализации аникушинского проекта у портика Руска.

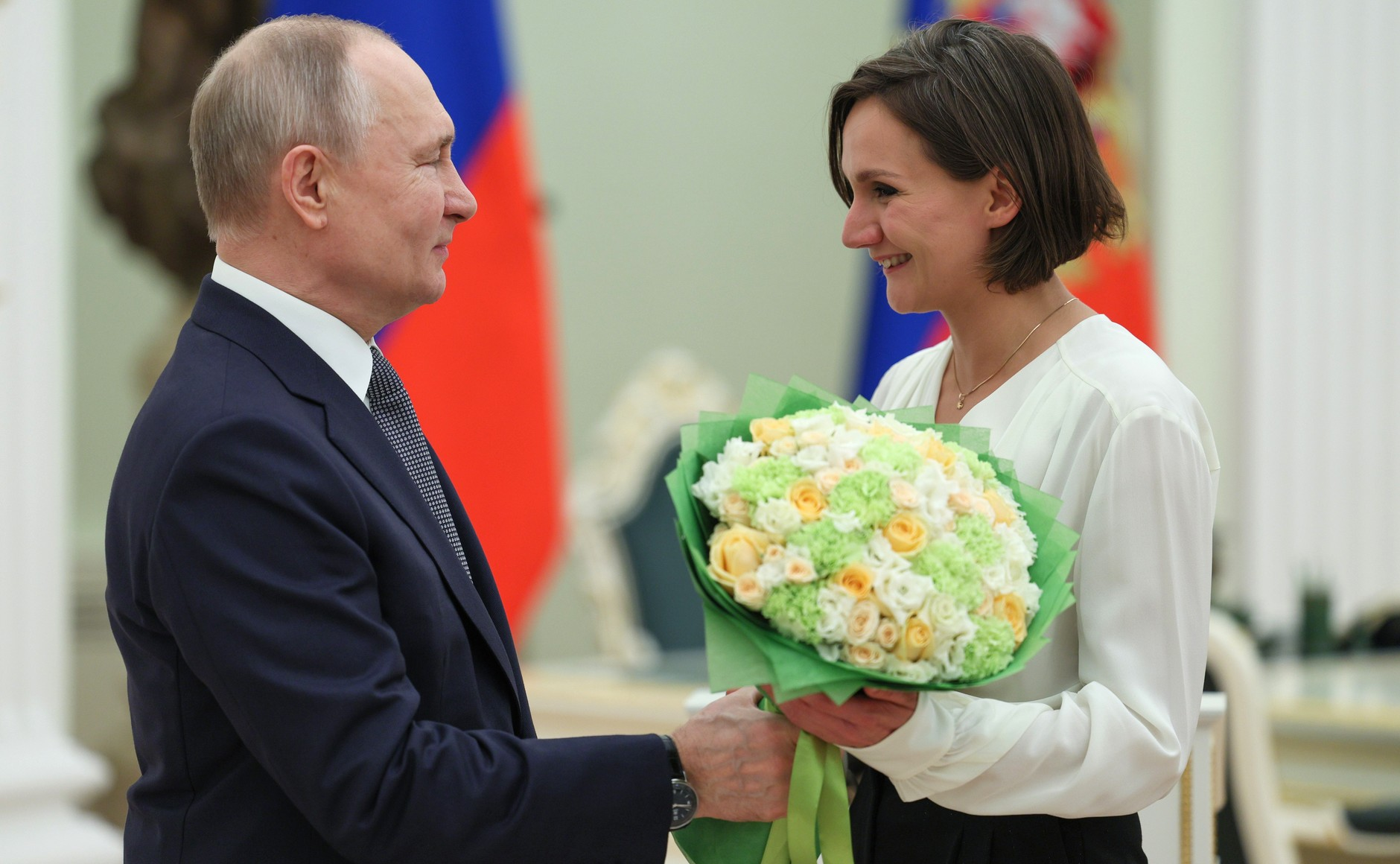
Путин вручает награду Пильниковой

В 2019 году при поддержке губернатора Александра Беглова был проведён первый этап конкурса. В конце года жюри из 93 эскизов выбрало пять проектов-финалистов: скульпторов Виктора Гаврилова, Евгения Тумия, Николая Анциферова, Екатерины Пильниковой и Анастасии Лужиной. Среди них можно концептуально выделялись три стоящих фигуры Чайковского, две из них — дирижирующего композитора, одна сидячая и одна абстрактная «голова». Одновременно была высказана идея необходимости создать музей композитора. В итоге в финале конкурса в 2020 году жюри выбрало два варианта: реалистичный проект стоящего композитора работы Екатерины Пильниковой и голову-абстракцию Виктора Гаврилова. Памятник должен был открыться к 180-летию композитора в том же году, однако сроки были вновь сорваны. Какой эскиз будет в итоге реализован, осталось не ясно. Валерий Гергиев и президент Союза архитекторов Петербурга Олег Романов предположили дополнительные консультации, не исключив установки сразу двух скульптур в двух разных местах. Из-за эпидемии коронавируса реализация проекта была перенесена на 2022 год. В том же году умер один из финалистов конкурса — Виктор Гаврилов.
В 2023 году президент России Владимир Путин вручил скульптору Екатерине Пильниковой премию для молодых деятелей искусства и высказал надежду, что памятник будет воздвигнут. При этом место его будущей установки так и не было точно определено.